# Alvy Ray Smith
Alvy Ray Smith (Mineral Wells, Texas, 8 de setembro de 1943) é um engenheiro estadunidense e um pioneiro da computação gráfica.
Ph.D. em ciência da computação pela Universidade Stanford, Ray Smith é responsável pela criação, desenvolvimento ou direção de diversos recursos utilizados correntemente hoje na computação gráfica. Esteve presente na fundação ou origens de quatro grandes centros de excelência em pesquisas e criação em computação gráfica: Altamira, Pixar, Lucasfilm e New York Tech, tendo conquistado diversos prêmios por suas contribuições em filmes como Star Trek, Tin Toy e Toy Story, dentre outros.
Encerrou a carreira em 2000 para dedicar-se à então emergente fotografia digital e ao estudo acadêmico de genealogia.

## Carreira

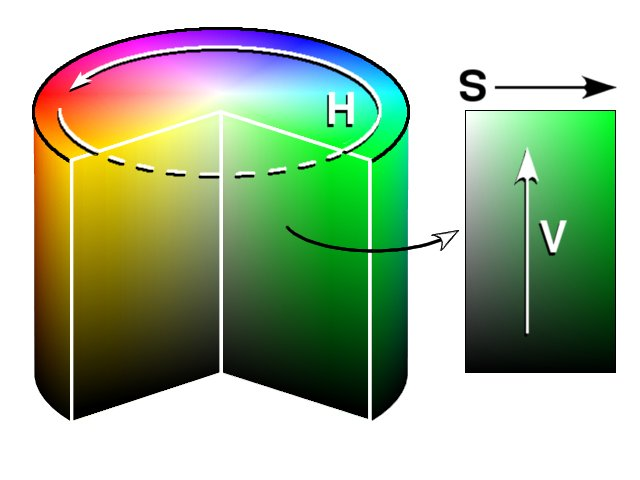
Espaço de cor HSV, criado por Alvy Ray Smith

Após obter seu Ph.D., Alvy Ray Smith trabalhou desenvolvendo novas tecnologias da computação no Xerox Palo Alto Research Center (PARC), no New York Institute of Technology, onde conheceu Ed Catmull, ao lado de quem fundaria a Pixar, juntamente com Steve Jobs, e no Caltech onde colaborou com Jim Blinn nos efeitos especiais da série Cosmos, de Carl Sagan, em 1979.
Nos anos seguintes, esteve na Lucasfilm, desenvolvendo todo tipo de atividades relacionadas a computação gráfica e animação, desde pesquisas até orçamentos e contratação de pessoal.
Em 1986, Steve Jobs comprou a tecnologia da Lucasfilm para dar início a uma nova empresa. Com Ed Catmull como presidente e Ray Smith como vice-presidente executivo, Jobs criou a Pixar, cujo nome, segundo a biografia de Smith foi dado por ele, inspirando em um verbo espanhol inventado com o significado de "fazer imagens".
Em 1991, Ray Smith fundou a Altamira, lançando o Altamira Composer, um programa de edição de imagens que introduzia no mercado o conceito de objetos de imagem, mais conhecidos como sprites. Baseado no conceito de canais alpha, co-inventado por ele em parceria com Ed Catmull. O invento rendeu-lhe um prêmio Oscar em 1996 pelo pioneirismo em imagem digital. Altamira foi vendida à Microsoft em 1994, que descontinuou o Altamira Composer, dando origem ao Microsoft Image Composer.
Ray Smith também é responsável pela criação do Sistema de cores HSV, desenvolvido em sua passagem pelo PARC, em 1974, e pela criação do Paint3, primeiro software de 24 bits completo para pintura digital e com recursos de anti-aliasing.

## Premiações
Lista parcial
- 1990 SIGGRAPH 90 - "Computer Graphics Achievement Award" por "Contribuição fundamental para sistemas de pintura em computador" (com Dr. Richard G Shoup)[3].
- 1996 Academy of Motion Picture Arts & Sciences "Scientific and Engineering Award" por "Invenções pioneiras em Imagem Digital" (Alvy Ray Smith, Ed Catmull, Thomas Porter and Tom Duff)[4].
- 1998  Academy of Motion Picture Arts & Sciences "Scientific and Engineering Award" "Por Esforços pioneiros no desenvolvimento de sistemas de pintura digital usados em produções cinematográficas", com (Richard Shoup, Alvy Ray Smith e Thomas Porter)[5].
- 2010 Prêmio Washington